# Чемпіонат світу з трекових велоперегонів 1965
Чемпіонат світу з трекових велоперегонів 1965 проходив з 6 по 12 вересня 1965 року в Сан-Себастьяні, Іспанія. Усього на чемпіонаті розіграли 9 комплектів нагород — 7 у чоловіків та 2 у жінок.

## Медалісти

### Чоловіки
Професіонали
| Дисципліна                         | Золото           | Срібло         | Бронза       |
| Спринт                             | Джузеппе Беґетто | Патрік Серку   | Рон Бенш     |
| Індивідуальна гонка переслідування | Леандро Фаджін   | Фердинанд Брек | Дітер Кемпер |
| Гонка за лідером                   | Гільєрмо Тімонер | Ромен Де Люф   | Якоб Аудкерк |

Аматори
| Дисципліна                         | Золото                                                                  | Срібло                                                                 | Бронза                                                              |
| Спринт                             | Омар Пхакадзе                                                           | Джордано Турріні                                                       | Даніель Морелон                                                     |
| Індивідуальна гонка переслідування | Тімен Грен                                                              | Станіслав Москвін                                                      | Пребен Ізаксон                                                      |
| Командна гонка переслідування      | СРСР Станіслав Москвін Сергій Терещенков Михайло Колюшев Леонід Вуколов | Італія Чіпріано Кемелло Ченсо Мантовані Арольдо Спадоні Луїди Ронкалья | Чехословаччина Іржі Далер Мілан Пузрла Франтішек Резак Мілош Єлінек |
| Гонка за лідером                   | Мігель Мас                                                              | Етьєн ван дер Вірен                                                    | Ален Марешаль                                                       |

### Жінки
| Дисципліна                         | Золото           | Срібло           | Бронза       |
| Спринт                             | Валентина Савіна | Галина Єрмолаєва | Карін Штюве  |
| Індивідуальна гонка переслідування | Івонн Рейндерс   | Ханнелоре Маттіг | Айно Пуронен |

## Загальний медальний залік
| Місце  | Країна         | Золото | Срібло | Бронза | Загалом |
| ------ | -------------- | ------ | ------ | ------ | ------- |
| 1      | СРСР           | 3      | 2      | 1      | 6       |
| 2      | Італія         | 2      | 2      |        | 4       |
| 3      | Іспанія        | 2      |        |        | 2       |
| 4      | Бельгія        | 1      | 4      |        | 5       |
| 5      | Нідерланди     | 1      |        | 1      | 2       |
| 6      | НДР            |        | 1      | 1      | 2       |
| 7      | Франція        |        |        | 2      | 2       |
| 8      | Австралія      |        |        | 1      | 1       |
| 8      | Данія          |        |        | 1      | 1       |
| 8      | НДР            |        |        | 1      | 1       |
| 8      | Чехословаччина |        |        | 1      | 1       |
| Всього | Всього         | 9      | 9      | 9      | 27      |